# Вечірня казка (фільм)
«Вечірня казка» — фільм 2007 року.

## Зміст
У маленького хлопчика Дані є матеріальні блага, але немає турботи, якої він так відчайдушно потребує. Мати давно залишила сина, а батько постійно зайнятий кар'єрою. Та кожного вечора він дивиться дитячу передачу, а ведуча незмінно з екрану дарує йому свою увагу. Коли батько починає зустрічатися з ведучою цієї програми, Даня не може повірити у своє щастя. Ось тільки поїздка батька у гори з друзями закінчується трагічно. Вони пропадають безвісти.